# Azul Brazilian Airlines
Azul Brazilian Airlines (порт. Azul Linhas Aéreas Brasileiras S/A, действующая как Azul) — бюджетная авиакомпания Бразилии со штаб-квартирой в городе Баруэри, выполняющая регулярные и чартерные пассажирские перевозки по аэропортам страны и за её пределы.
В соответствии с отчётом Национального агентства гражданской авиации Бразилии в 2009 году доля пассажирских перевозок Azul в стране составила 3,82% на внутренних маршрутах по показателю перевезённых пассажиров на километр дистанции. В ноябре 2010 года данный показатель для внутренних авиаперевозок вырос до 7,74 %.
В 2009 году авиакомпания достигла высокого показателя загрузки пассажирских кресел на регулярных рейсах, составившего 79,71%. В марте того же года данный показатель достиг 85 %. Высокая коммерческая загрузка рейсов привела к тому, что Azul стала первой авиакомпанией в мире, перевёзшей двухмиллионного пассажира в течение первого года работы на регулярных линиях.

## История
Azul Linhas Aéreas Brasileiras S/A была образована 5 мая 2008 года одним из основателей и бывшим генеральным директором бюджетной авиакомпании США JetBlue Airways Дэвидом Нилменом. Первоначально в парке перевозчика находились три самолёта Embraer 195 и два Embraer 190, салоны которых были скомпонованы в один экономический класс с 118 и 106 пассажирскими местами соответственно. Операционная деятельность авиакомпании началась 15 декабря 2008 года с регулярных рейсов между аэропортами городов Кампинас, Салвадор и Порту-Алегри, а с поступлением в январе 2009 года ещё трёх лайнеров в маршрутную сеть перевозчика вошли аэропорты городов Витория (штат Эспириту-Санту) и Куритиба (штат Парана). В 2014-м году компания объединилась с авиакомпанией TRIP Linhas Aéreas, использование бренда последней было прекращено.
В 2016 году 23,7% акций авиакомпании были проданы авиакомпании Hainan Airlines.

## Маршрутная сеть

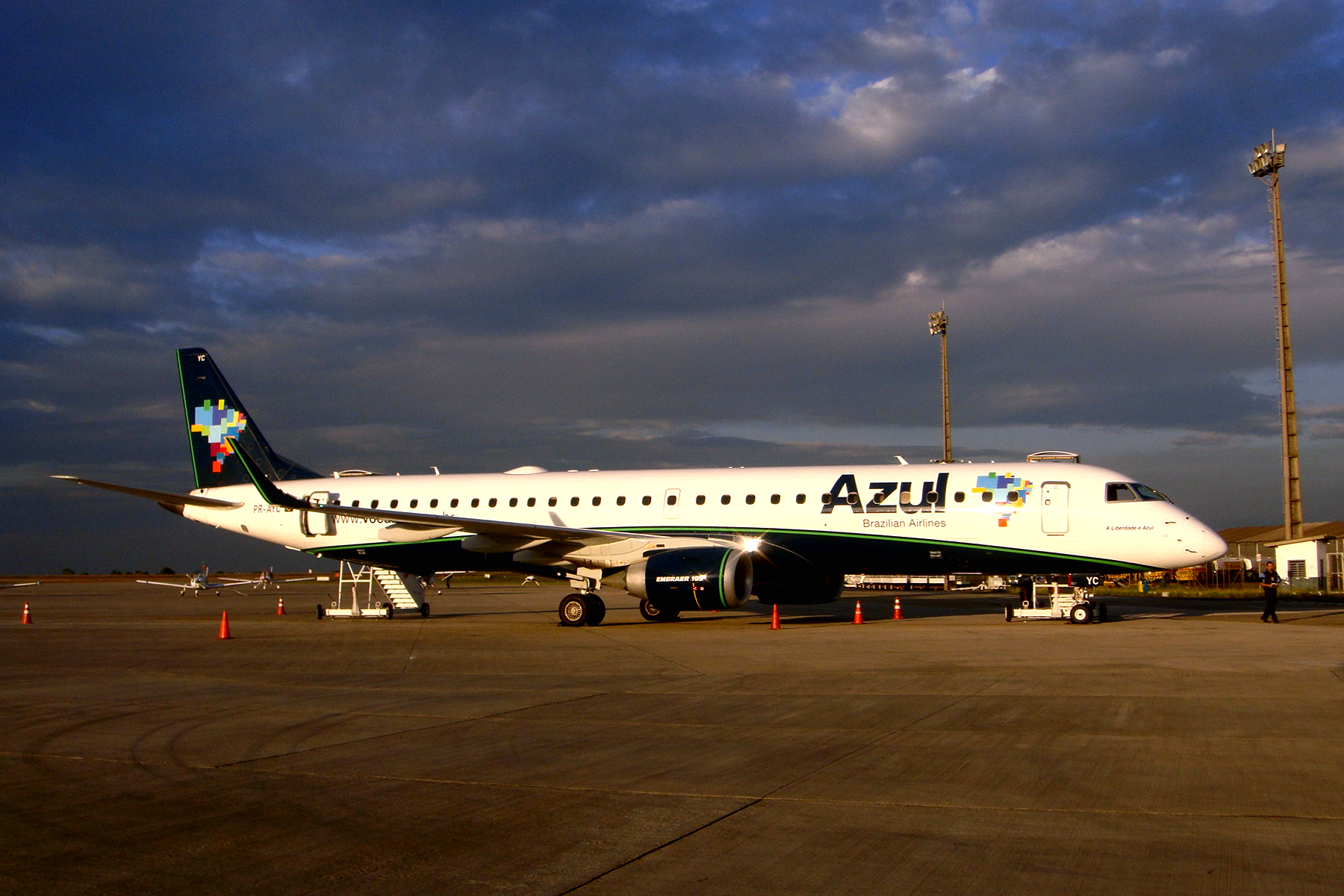
Embraer 195 в Международном аэропорту Виракопус/Кампинас, который является главным транзитным узлом авиакомпании Azul Linhas Aéreas Brasileiras

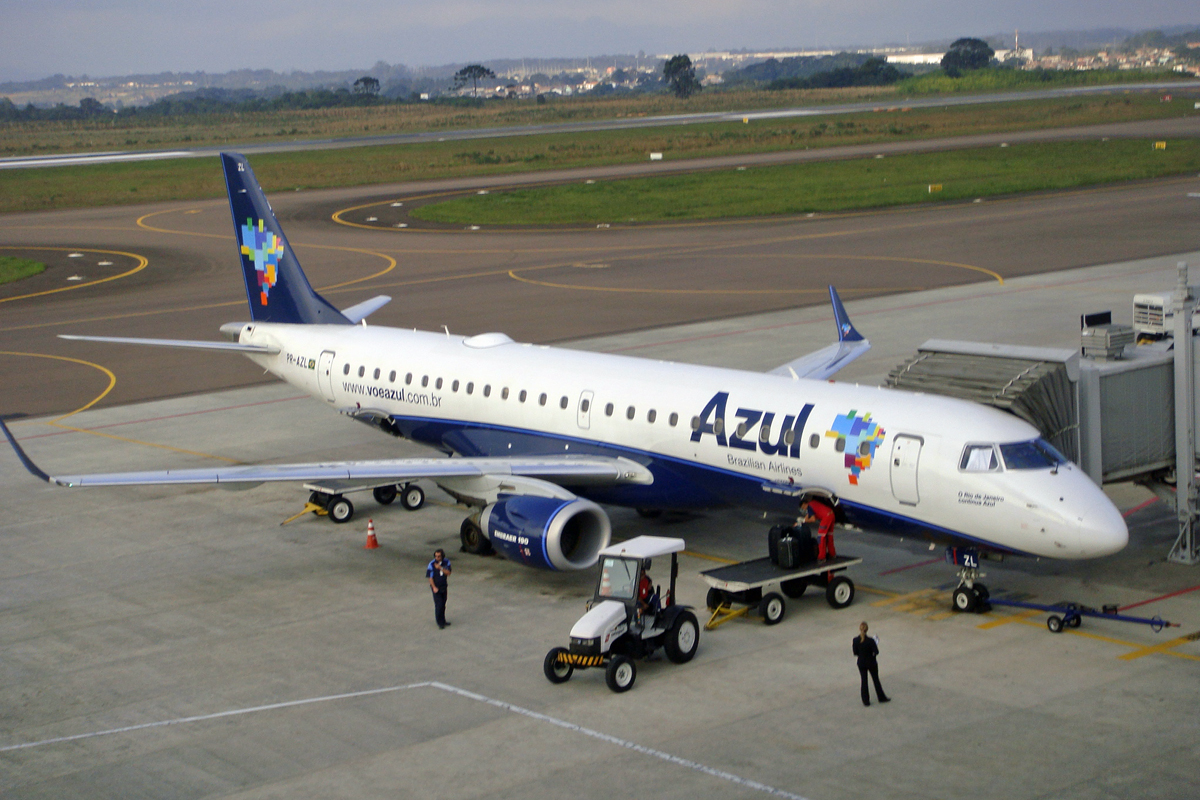
Embraer 195 в Международном аэропорту Афонсу Пена

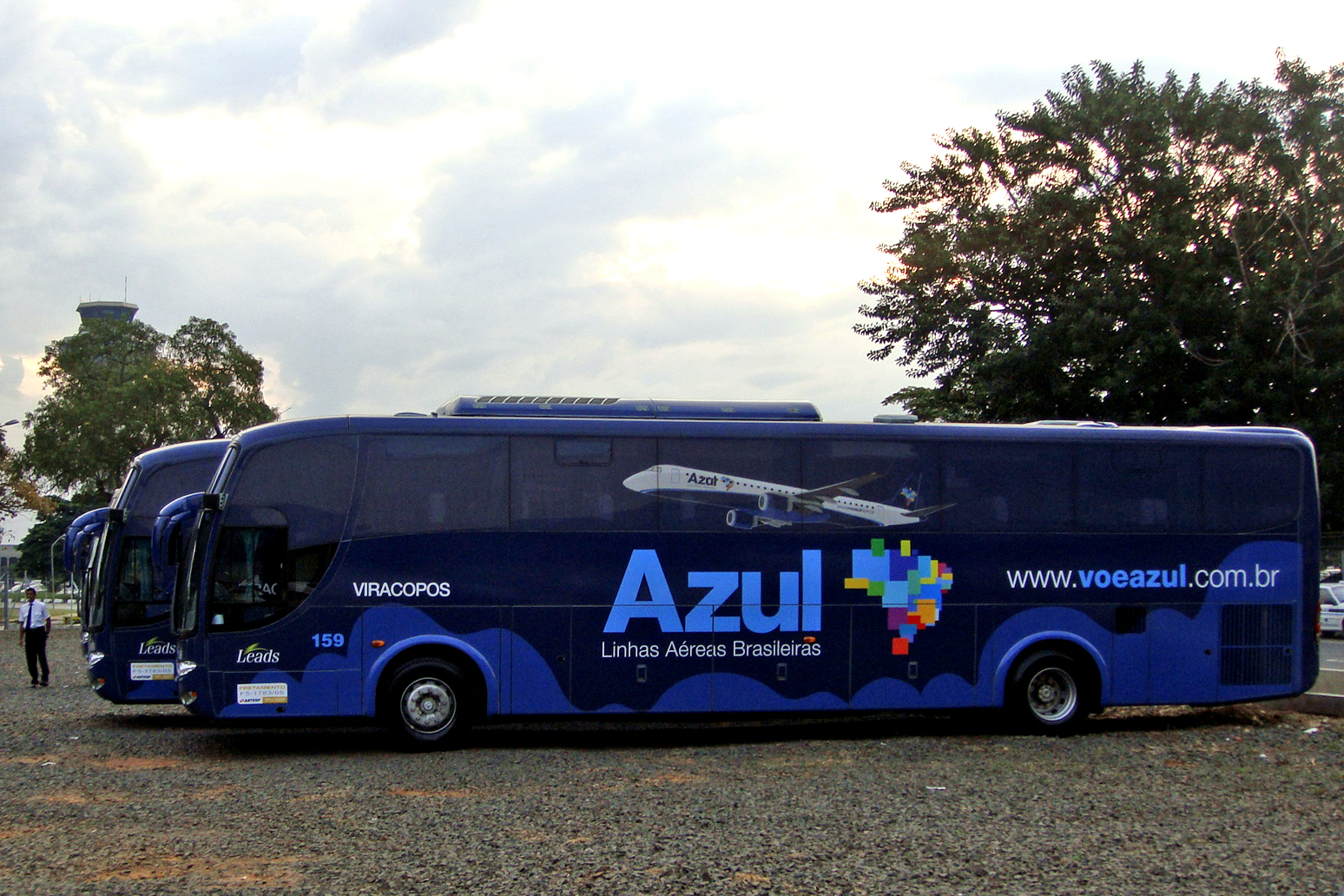
Автобусы авиакомпании Azul Linhas Aéreas Brasileiras, обеспечивающие доставку пассажиров из некоторых городов в аэропорты маршрутной сети авиакомпании

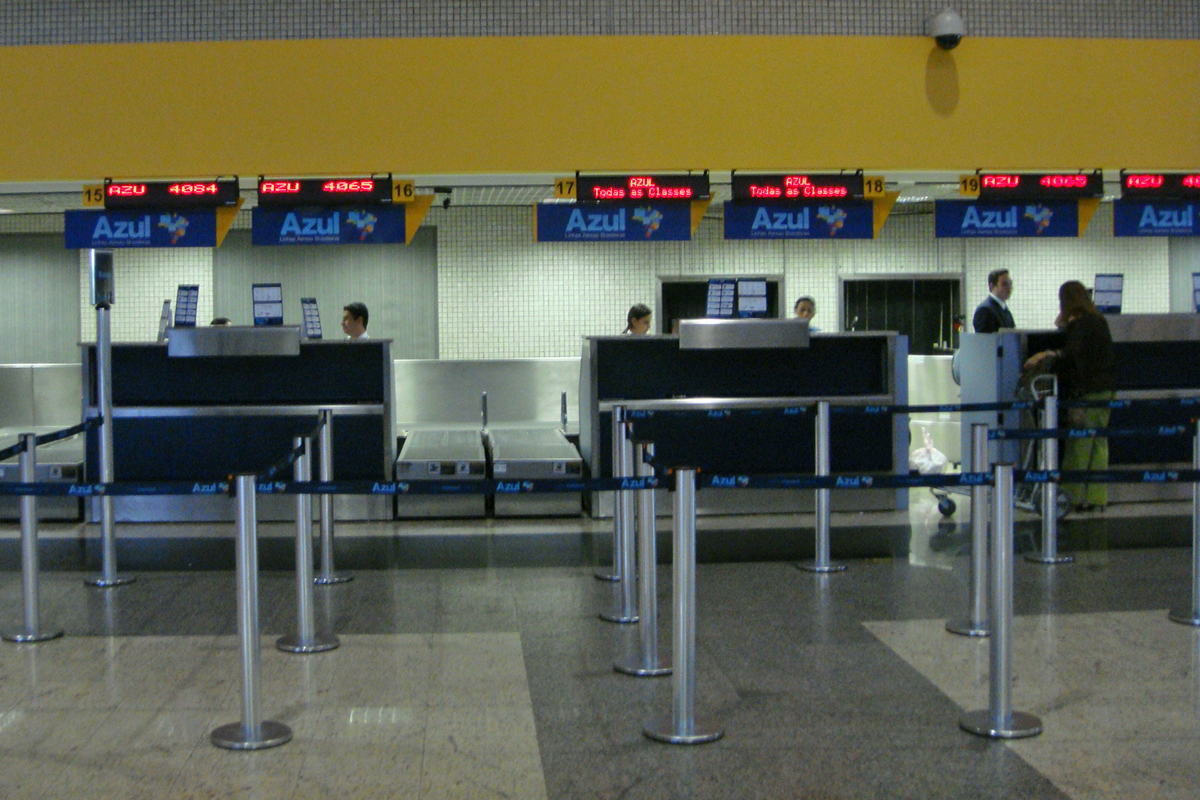
Стойки регистрации авиакомпании в Международном аэропорту Виракопус/Кампинас

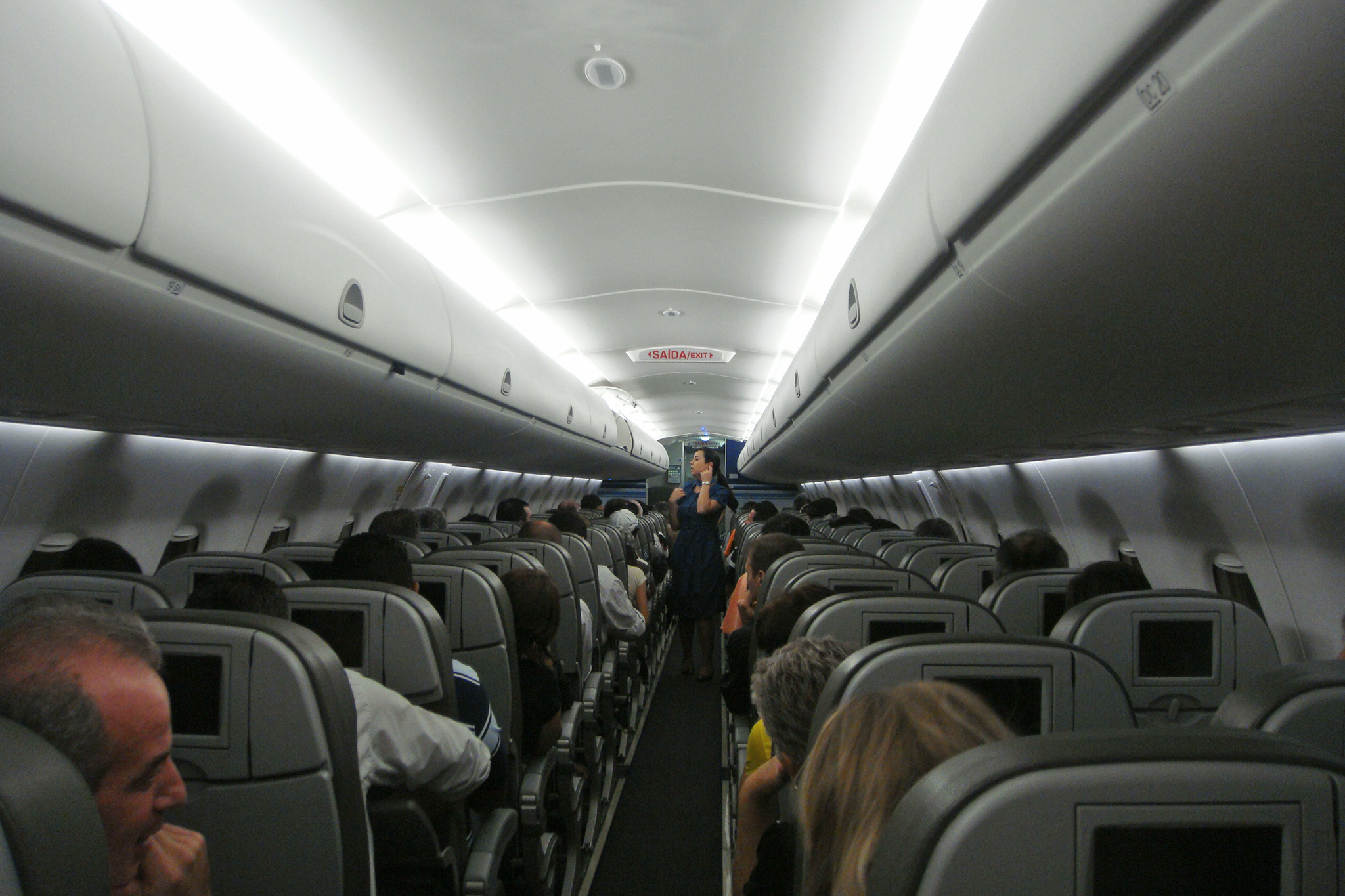
Пассажирский салон Embraer 190 авиакомпании Azul Linhas Aéreas Brasileiras

В феврале 2011 года маршрутная сеть авиакомпании Azul Linhas Aéreas Brasileiras включала следующие пункты назначения:
- Аракажу — Аэропорт Санта-Мария
- Белен — Международный аэропорт имени Хулио Сезара Рибейру
- Белу-Оризонти — Международный аэропорт Танкреду Невес
- Бразилиа — Международный аэропорт Бразилиа
- Кампинас — Международный аэропорт Виракопус/Кампинас хаб
- Кампу-Гранди — Международный аэропорт Кампу-Гранди
- Куритиба — Международный аэропорт Афонсу Пена
- Куяба — Международный аэропорт имени маршала Рондона
- Флорианополис — Международный аэропорт имени Эрсилиу Луса
- Форталеза — Международный аэропорт имени Пинту Мартинса
- Фос-ду-Игуасу — Международный аэропорт Фос-ду-Игуасу[8]
- Гояния — Международный аэропорт Санта-Женевьева
- Ильеус — Аэропорт Ильеус имени Жорже Амаду
- Жуан-Песоа — Международный аэропорт имени президента Кастру Пинту
- Жоинвили — Аэропорт Жоинвили
- Масейо — Международный аэропорт Зумби-дус-Палмарис
- Манаус — Международный аэропорт имени Эдуарду Гомеша
- Маринга — Региональный аэропорт Маринга
- Навегантис — Международный аэропорт имени министра Витора Кондера
- Натал — Международный аэропорт имени Аугусту Северу
- Порту-Алегри — Международный аэропорт Салгаду Филью
- Порту-Сегуру — Аэропорт Порту-Сегуру
- Рио-де-Жанейро
  - Международный аэропорт Галеан
  - Аэропорт Сантос-Дюмон
- Рио Ново - Аэропорт Mtaмap Фpaнco
- Ресифи — Международный аэропорт Гуарарапис
- Рибейран-Прету — Аэропорт имени доктора Лейти Лопеса[9]
- Салвадор — Международный аэропорт имени депутата Луиса Эдуардо Магальяса
- Сан-Жозе-ду-Риу-Прету — Аэропорт Сан-Жозе-ду-Риу-Прету[9]
- Сан-Жозе-дус-Кампус — Аэропорт Сан-Жозе-дус-Кампус
- Сан-Луис — Международный аэропорт имени маршала Кунья Мачады
- Сан-Паулу — Аэропорт Конгоньяс
- Терезина — Аэропорт имени сенатора Петрониу Портеллы
- Витория — Аэропорт имени Эурику ди-Ажияра Саллеса

Также, авиакомпания Azul выполняет международные чартерные рейсы по следующим пунктам назначения:
- Сан-Карлос-де-Барилоче — Международный аэропорт имени Теньенте Луиса Канделарии[10]
- Буэнос-Айрес — Международный аэропорт имени министра Пистарини[10]

Azul обеспечивает автобусные перевозки из некоторых городов в ближайшие аэропорты собственного присутствия:
- из Блуменау в Международный аэропорт имени министра Витора Кондера
- из Кашиас-ду-Сул в Международный аэропорт Салгаду Филью
- из Жундиаи, Пирасикабы и Сорокабы в Международный аэропорт Виракопус/Кампинас
- из Аэропорта Конгоньяс (автобусная остановка «Барра-Фунда» и несколько других станций) в Международный аэропорт Виракопус/Кампинас

## Флот
В июле 2021 года флот Azul Brazilian Airlines состоял из 154 самолетов, средний возраст которых 6,9 лет:
| Тип самолёта    | В эксплуатации | Заказано | Пассажирских мест | Пассажирских мест | Пассажирских мест | Примечания |
| Тип самолёта    | В эксплуатации | Заказано | B                 | E                 | Total             | Примечания |
| --------------- | -------------- | -------- | ----------------- | ----------------- | ----------------- | ---------- |
| Airbus A320neo  | 42             | 8        | —                 | 174               | 174               |            |
| Airbus A321neo  | 4              | 7        | —                 | 214               | 214               |            |
| Airbus A330-200 | 8              | —        | 27                | 222               | 249               | [ 14 ]     |
| Airbus A330-900 | 5              | 1        | 34                | 264               | 298               |            |
| ATR 72-600      | 33             | 10       | —                 | 70                | 70                |            |
| Embraer 190     | 3              | —        | —                 | 106               | 106               |            |
| Embraer 195     | 48             | —        | —                 | 118               | 118               |            |
| Embraer 195-E2  | 15             | 68       | —                 | 136               | 136               |            |
| Boeing 737-400  | 2              | —        | cargo             | cargo             | cargo             |            |
| Всего           | 154            | 94       |                   |                   |                   |            |